# Otwórz oczy (film)
Otwórz oczy (hiszp. Abre los ojos) – hiszpański thriller z 1997 roku w reżyserii Alejandra Amenábara.
Zdjęcia kręcono w Madrycie. Film wszedł na ekrany hiszpańskich kin 19 grudnia 1997 roku. W Polsce dystrybuowany był na płytach DVD przez Best Film w maju 2004. Film doczekał się amerykańskiego remake’u pt. Vanilla Sky (2001) w reżyserii Camerona Crowe'a. W obydwu filmach Penélope Cruz wystąpiła jako główna bohaterka Sofía.

## Fabuła
Ukrywający twarz pod maską César opowiada psychiatrze Antonio swoją historię. Był bogatym kobieciarzem i utracjuszem. Pewnego dnia na przyjęciu poznał Sofíę, dziewczynę swojego najlepszego przyjaciela, Pelayo. Zakochał się w niej, co wywołało zazdrość wciąż zakochanej w nim byłej kochanki, Nurii. Zrozpaczona Nuria wioząc Césara samochodem celowo rozbija auto, próbując zabić siebie i Césara. W wyniku wypadku Nuria ginie, a César zostaje poważnie oszpecony. Chirurdzy plastyczni nie są w stanie zrekonstruować jego twarzy. Sofia, nie mogąc znieść widoku Césara, wraca do Pelayo.
Po wypadku César zaczyna mieć przywidzenia. Zasypia na ulicy, po przebudzeniu wszystko jest odmienione: Sofía twierdzi, że go kocha, a chirurgom plastycznym udało się przywrócić jego dawny wygląd. Jednak pewnego dnia Sofia przemienia się w Nurię. Przerażony César dusi ją poduszką, lecz wkrótce odkrywa, że to właśnie na Nurię wszyscy prócz niego mówili Sofía. César trafia do więzienia.

## Obsada
- Eduardo Noriega jako César
- Penélope Cruz jako Sofía
- Chete Lera jako Antonio
- Fele Martínez jako Pelayo
- Najwa Nimri jako Nuria
- Gérard Barray jako Duvernois
- Jorge de Juan jako pracownik firmy "Life Extension"
- Miguel Palenzuela jako komisarz
- Pedro Miguel Martínez jako główny lekarz
- Ion Gabella jako samotny paranoik
- Joserra Cadiñanos jako strażnik
- Tristán Ulloa jako kelner
- Pepe Navarro jako prezenter TV
- Jaro jako lekarz
- Walter Prieto jako lekarz